# متنزه حصن نياجرا الحكومي
يقع متنزّه حصن نياجرا الحكومي في بلدة بوترفي مقاطعه نياجرا، نيويورك، الولايات المتحده. يقع فندق حصن نياجرا التاريخي داخل المتنزّه.المتنزّه التي تبلغ مساحتها 504 أكر (2.04 كـم2) تقع شمال غرب يونغ ستون بالقرب من المحطة الشماليه لطريق نياجرا سينيك باركاي وتقع في منطقه شلالات نياجرا الوطنية للتراث.

## تاريخ
تاريخ موجز للمنطقه المعروفه الآن باسم متنزّه حصن نياجرا الحكومي.
- 1678 - تم بناء فورت كونتي من قبل المستكشفين الفرنسيين (والتي احترقت على الأرض بعد أقل من عام)
- 1687 - حصن دينونتي في الموقع السابق لحصن كونتي
- 1726 - بنى الفرنسيون «ميسون ماش كوليس» المكونة من طابقين (يشار إليها اليوم باسم «القلعة الفرنسية»).
- 1893 - تم إنشاء محطة خفر السواحل الأمريكية على ضفة نياجرا أسفل القلعة والتي لا تزال تعمل حتى اليوم
- 1938 - افتتح مبنى نادي الضباط ليحل محل المبنى الأصلي الذي دمرته النيران. التصميم مستوحى من القلعة الفرنسية في القلعة القديمة
- 1940-1943 - تم نقل فوج المشاة الثامن والعشرين جنوبًا للتدريب، ثم عمل فورت نياجرا كمركز استقبال للمجندين الجدد
- 1941 - مُنحت القلعة من ولاية نيويورك للولايات المتحدة.
- 1944-1946 - خدم حصن نياجرا كمعسكر لأسرى الحرب الألمان
- 1948 - نقلت الأرض إلى اختصاص مجلس ولاية نيويورك للحدائق لتُدار كمتنزّه حكومي.
- 1965-1966 - هدمت الحامية العسكرية. من بين 100 مبنى في القاعدة، تم هدم معظمها.

## وسائل الراحة
متنزّه الجداول نزهه أجنحه، المشي لمسافات طويله، ملعب 18 كره القدم، حمام سباحة، برامج الترفيه، مسار الطبيعة، التنس، التزلج، المشي بأحذيه الثلج عليها، التزلج، صيد الطيور المائيه في الموسم وصيد الأسماك الغذاء الامتياز.هناك نوعان من القارب تطلق على الجزءالسفلي من نهر نياجرا.ويشمل المتنزّه القديمه فورت نياجرا الموقع التاريخي.توم لوفتين جونسون رسمت خمس جداريات في نادي الضباط الذي إحياء تاريخ 28 فوج من تأسيسهافي عام 1905.
خلال فصل الصيف، يقدم عالم الطبيعة في متنزّه الولاية برامج الطبيعة والمشي لمسافات طويله ويديرمعروضات التاريخ الطبيعي في المركز الطبيعي للمتنزّه.
أفق تورنتو، على بعد30 ميل (48 كـم) إلى الشمال، يمكن رؤيته عبر بحيرة أونتاريو من المتنزّه في الأيام ذات الأيام الصافية.يمكن رؤيه قمم برج CN وناطحات السحاب الأخرى، على الرغم من أن الشاطئ الكندي نفسه مخفي تحت الأفق.

## منارة 1872
المناره الحاليه في متنزّه حصن نياجرا الحكومي، التي شيدت في عام 1872، هي المناره الثالثه التي يتم بناؤها في حصن نياجرا. شيدته حكومه الولايات المتحده بعد أن تضرر الإعصار الخشبي السابق.إنه برج مثمن الأضلاع من الحجر الجيري يضم غرفه تخزين في القاعده تستخدم لحفظ النفط.تم استخدام عدسه فرينل من البرج القديم وأضاء البرج لأول مرة في 10 يونيو 1872.
في عام 1900 كان البرج أثار إضافيه11 قدم (3.4 م) عند مشاهده غرفه أضيف بين المصباح وبرج الحجر الجيري.رفع المصباح وسعت وصول الضوء إلى 25 ميل (40 كـم).بجوارالمنارة يوجد مقر الحارس وهو عبارة عن منزل على الطراز الاستعماري يستخدم الآن بمثابة مسكن خاص.
اشعل خفر السواحل الأمريكي الضوء حتى عام 1993، عندما بدأ نمو الأشجارالمجاوره في منع رؤيه الضوء من نهر نياجرا وبحيره أونتاريو.تم بناء برج مناره فولاذية حديثه بالقرب من محطة خفر السواحل وتدير جمعيه الحصن القديم نياجرا برج 1872 كمتحف ومتجر للهدايا. يتم الآن عرض عدسه فرينل الأصليه في متحف القلعة.

## الأحداث الأخيرة
في عام 2015، كجزء من خطة الحاكم كومو وولاية نيويورك للاستثمار 72 مليون دولار في متنزّهات الدولة، تم التعهد بمبلغ $2,500,000 دولار لتحديث الحمامات في مناطق السباحة في فورت نياجرا. بالإضافة إلى ذلك، سوف تشارك فورت نياجرا حصة $600,000 دولار والمدن عبر فور مايل كريك، ويلسون-توسكارورا الدولة بارك لاحواض الصيد ومشاريع الوصول إلى الصيد ذات الصلة.

## روابط خارجية
- متنزهات ولاية نيويورك: Fort Niagara State Park
- «حصن الأمم الأربع» الميكانيكا الشعبية ، ديسمبر 1934، ص 867 - 869